# Pierre-Léon Delanneau
Pierre-Léon Delanneau est un général, explorateur et cartographe français né à Paris le 12 mars 1846, et mort à La Ferté-sous-Jouarre le 10 septembre 1913.

## Biographie
Pierre Léon Delanneau est le fils d'Amédée Léon Delanneau et de Rose Louise Fpurnier.
Il est entré dans l'armée française comme dragon dans le 6e régiment de dragons le 27 avril 1865, puis successivement brigadier le 3 novembre 1865, maréchal des logis le 18 novembre 1866, maréchal des logis chef le 18 mars 1868 dans ce régiment. Il est muté dans le 5e régiment de dragons comme sous-lieutenant le 8 août 1869. 
Il participe à la guerre franco-allemande de 1870 du 19 juillet 1870 au 3 avril 1871 et a été en captivité à partir du 28 octobre. Il participe à la lutte contre les troubles de Lyon le 30 avril et le 1er mai 1871.
Il s'est marié à Paris le 25 janvier 1872 avec Elisabeth-Blanche Schobert dont il a eu cinq enfants.
Il est nommé lieutenant le 15 mars 1873 dans le 7e régiment de dragons. Il a alors suivi les cours de l'école de tir de Châlons du 14 octobre 1873 jusqu'au 15 janvier 1874. Il suit ensuite les cours de l'école de cavalerie de Saumur en qualité de lieutenant d'instruction du 15 octobre 1874 au 30 septembre 1875 dont il est sorti 7e sur 35 élèves. Il retourne au 7e régiment de dragons où il est nommé capitaine instructeur le 11 août 1876. Il suit les cours de l'école des travaux de campagne de Versailles du 10 au 30 juin 1879 et revient au 7e régiment de dragons.

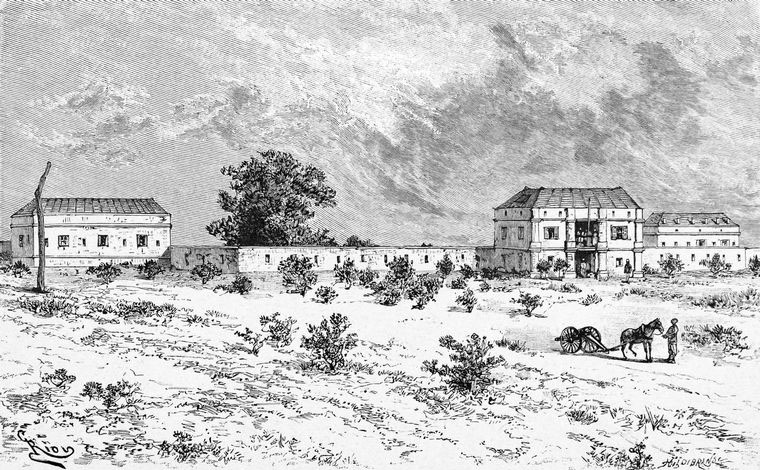
Fort de Bammakou construit en 1883 sur la rive gauche du Niger
dans [https://gallica.bnf.fr/ark:/12148/bpt6k25566w/f343.item.texteImage Général Faidherbe, Le Sénégal : la France dans l'Afrique occidentale, p. 331

Il est détaché et envoyé en mission topographique dans le Haut-Sénégal pendant les trois missions menées par le lieutenant-colonel Gustave Borgnis-Desbordes au Soudan en 1880-1881-1882 (campagne du Soudan). Il est affecté à l'état-major du commandant supérieur du Haut-Sénégal  du 5 octobre 1882 au 24 juillet 1883 et du 1er octobre 1883 au 10 avril 1886. Il est fonctionnaire chef d'état-major de la colonne de ravitaillement du Haut-Sénégal pendant les campagnes de 1883 et 1884. Il est nommé commandant du cercle et du fort de Bamako dont la première pierre a été posée le 7 février 1883, du 14 avril 1884 au 28 janvier 1886. Il est embarqué sur la canonnière Niger comme commissaire du gouvernement, chef de mission, du 5 septembre au 12 novembre 1885. Il est nommé major dans le 9e régiment de dragons le 29 décembre 1885.
Il est nommé major dans le 4e régiment de chasseurs d'Afrique en Tunisie le 20 juin 1886, jusqu'au 4 mai 1891. Il est nommé chef d'escadron du 3e régiment de chasseurs d'Afrique le 23 avril 1891, puis lieutenant-colonel au 5e régiment de chasseurs d'Afrique le 29 décembre 1892, puis au 13e régiment de chasseurs le 25 novembre 1893. Il est colonel du 19e régiment de chasseurs le 10 juillet 1896, puis au 12e régiment de dragons le 17 juillet 1896 et au 2e régiment de chasseurs d'Afrique le 9 octobre 1896.
Il est nommé général de brigade le 24 mai 1902, et général commandant la 2e brigade de cavalerie d'Algérie le 17 juillet 1902 et commandant de la subdivision de Tlemcen.
Il est inhumé le 13 septembre 1913 au cimetière de Montmartre (division 9).

## Distinctions
- Officier d'Académie, le 14 juillet 1881.
- Médaille coloniale avec l'agrafe Sénégal-Soudan (Médaille commémorative de la campagne du Soudan).
- Chevalier de la Légion d'honneur, le 25 août 1881.
- Officier de la Légion d'honneur, le 11 juillet 1898.
- Commandeur de la Légion d'honneur, le 12 juillet 1904[4].

Il a reçu un témoignage de satisfaction du ministre de la marine et des colonies le 2 septembre 1882 pour ses travaux topographiques dans le Haut-Sénégal. Il a reçu en autre message de satisfaction le 4 avril 1883 pour ses travaux topographiques et mission politique dans le Bergo (Haut-Sénégal). Un dernier témoignage de satisfaction est donné le 2 août 1886.